# Dzikałauka
Dzikałauka (biał. Дзікалаўка; ros. Диколовка, Dikołowka; pol. hist. Dikołówka) – wieś na Białorusi, w obwodzie homelskim, w rejonie homelskim, w sielsowiecie Cierucha, nad Niamylnią i w pobliżu granicy z Ukrainą.
4,4 km od wsi znajduje się przystanek kolejowy Dzikałauka, położony na linii Nawabielickaja – Kraucouka.

## Historia
W XIX i w początkach XX w. położona była w Rosji, w guberni mohylewskiej, w powiecie homelskim. Następnie w granicach Związku Sowieckiego. Od 1991 w niepodległej Białorusi.